# Hillsboro, Dakota de Nord
Hillsboro este sediul comitatului Traill (conform originalului din engleză, Traill County), unul din cele 53 de comitate ale statului american Dakota de Nord. Populația orașului fusese de 1.603 de locuitori la data recensământului din 2010.  Hillsboro a fost fondat în 1880.
1. ↑  2010 U.S. Gazetteer Files, accesat în 9 iulie 2020